# Přední Zvonková
Přední Zvonková (německy Vorder-Glöckelberg) je zaniklá vesnice na pravém břehu Lipna u hranice s Rakouskem, část původní obce Zvonková, dnes součást města Horní Planá v okrese Český Krumlov. Nedaleko ní se nachází osada Zadní Zvonková.
V současnosti je na území Přední Zvonkové chatová osada.